# Lénárt Gitta
Lénárt Gitta (Budapest, 1962. december 23. –) a nyersevő vegán életmód talán legismertebb hazai képviselője. Több nagy sikerű könyvet írt a témában, és aktív közösségi szervező szerepet játszik.

## Életpályája
Lénárt Gitta Budapesten született, egyetemi tanulmányait a Budapesti Műszaki és Gazdaságtudományi Egyetem Villamosmérnöki karán végezte, majd évekig dolgozott mikroelektronikai tervező mérnökként, később szoftverfejlesztőként és informatikusként. Férjével és 3 gyermekével Budapesten él.
1993 óta vegetáriánus, majd 2007-ben áttért a nyers vegán táplálkozásra, elsősorban egészségügyi okok miatt. Az életmódváltás arra ösztönözte, hogy gyorsan bővülő ismereteit és tapasztalatait megossza másokkal is. 2008-tól vezeti az internetes naplóját, és aktív közéleti szervező szerepet vállal, összejöveteleket szervez. 2010-től évente jelennek meg könyvei, és tanfolyamokat is tart a nyers vegán életmód népszerűsítésére. 
2011-től rendszeres előadó az évente megrendezésre kerülő Vegetáriánus Fesztiválon, és főszervezője a szintén évente tartott Zöldturmix Fesztiválnak. Ugyanebben az évben két társával elindította a Nyersétel Akadémiát, amely hivatalos keretet nyújt az előadások, tanfolyamok és összejövetelek szervezéséhez.

## Nyersevő veganizmus
Lénárt Gitta a nyers vegán ételekről:
"Élőnek nevezzük azokat az ételeket, italokat, amik nincsenek megfőzve vagy megsütve, azaz amit olyan formában fogyasztunk el, ahogy azt a természet megalkotta. Ha megeszem egy almát, vagy egy banánt, már az is élő étel... A testünk, a sejtjeink ezekre vágynak. Ettől tudunk többet nyerni a nyers ételekből – tápegészen fogyasztjuk őket."
"A nyerskonyhában is ugyanúgy megvannak a konyhatechnikai eljárások, megvannak az eszközök, létezik „gasztronómia”. Ugyanúgy készítünk levest, főételt, édességeket, desszerteket, mint a hagyományos konyhában, csak éppen nem használunk tűzhelyet. Az alapanyagok között csak gyümölcsök, zöldségek, diófélék szerepelnek."

"Szinte minden egészségügyi problémára ajánlanám a természetes táplálkozást. Ennek az az oka, hogy ez nem egy gyógyszer, amit bizonyos betegségre írnak fel, hanem egy módszer, amivel az immunrendszerünket tudjuk megerősíteni, helyre tudjuk állítani a szervezetünk sav-bázis egyensúlyát, el tudjuk érni az ideális testsúlyunkat."

## Könyvei
- Élő ételek könyve (2010)[8]
- Élő édességek könyve (2011)[9]
- Élő italok könyve (2012)[10]
- Lúgosítás élő ételekkel (2013)[11]
- Élő aszalványok könyve (2014)[12]
- Szivárvány szakácskönyv (2015)
- Élő ételek ünnepnapokra (2015)
- Élő növényi sajtok, tejek (2017)

## Egyéb tevékenységek
2013 februárjától állandó rovata indult a nyers ételekről a Civil Rádió A kanál forradalma című műsorában, mellyel havonta egyszer jelentkezik.
2019 januárjától önálló műsora indul Vegaságok címmel a Civil Rádió-ban, ahol a növényi étrendet népszerűsíti, az adás heti rendszerességgel jelentkezik.